# Mačkovac (Vrbje)
Mačkovac falu Horvátországban, Bród-Szávamente megyében. Közigazgatásilag Vrbjéhez tartozik.

## Fekvése
Bródtól légvonalban 52, közúton 71 km-re nyugatra, Pozsegától   légvonalban 33, közúton 46 km-re délnyugatra, községközpontjától légvonalban 7, közúton 13 km-re délnyugatra, Nyugat-Szlavóniában, a Száva bal partján fekszik.

## Története
A régészeti leletek tanúsága szerint területén már az őskorban is éltek emberek. Már 1880-ban bronzkori maradványokat, köztük fibulákat, karkötőket és más bronz ékszereket, valamint bronz fegyvereket találtak a határában. A leletek többsége a zágrábi régészeti múzeumba került. 1985-ben a Crišnjevi határrészen Slavko Josipović szántóföldjén szántás közben bronz tárgyakat fordított ki az eke. A tárgyak az újgradiskai városi múzeumba kerültek. A leletek az urnamezős kultúra késői időszakához tartoztak és a szávamenti fémművesség fejlettségéről tanúskodnak.
Mačkovac neve a korai forrásokban nem szerepel. A török bécsi hadjárata (1683) alatt Boszniából érkezett néhány katolikus horvát család települt itt le.  A térség 1691-ben szabadult fel a török uralom alól. 1698-ban a kamarai összeírásban „Markovacz” néven Szivicza hajdútelepülés szomszédjaként elhagyatott helyként szerepel a török uralom alól felszabadított szlavóniai települések között.  A török kiűzése után az új határ a Száva folyó lett. A 18. század elején a határ őrzésére katolikus horvátokat telepítettek ide. Lakói határőrszolgálatuk fejében földet kaptak és mentesültek az adófizetés alól. Békeidőben mezőgazdasággal, állattartással, fafeldolgozással foglalkoztak. 1730-ban a faluban már 32 ház állt, a lakosság pedig katolikus volt. Szent Máté és Mária Magdolna tiszteletére szentelt kápolnája volt. Körülötte feküdt a falu temetője. 1746-ban 16 házában 106 katolikus lakos élt. 1760-ban 40 házában 69 család élt 369 fővel. Az 1758. évi egyházlátogatás újra említi a Szent Máté és Mária Magdolna kápolnát megjegyezve, hogy fagerendákból építették. Szent Máté, Szent Mária Magdolna és Szent Katalin képei voltak láthatók benne. 1760-ban 46 ház állt a faluban 81 családdal és 466 katolikus lakossal. Plébániáját 1789-ben alapították. 
Az első katonai felmérés térképén „Machkovecz” néven található. A gradiskai ezredhez tartozott. Lipszky János 1808-ban Budán kiadott repertóriumában „Machkovacz” néven szerepel.  Nagy Lajos 1829-ben kiadott művében „Machkovacz” néven 120 házzal, 609 katolikus vallású lakossal találjuk.  A katonai közigazgatás megszüntetése után 1871-ben Pozsega vármegyéhez csatolták.
A falunak 1857-ben 621, 1910-ben 607 lakosa volt. Az 1910-es népszámlálás szerint lakosságának 99%-a horvát anyanyelvű volt. Pozsega vármegye Újgradiskai járásának része volt. Az első világháború után 1918-ban az új szerb-horvát-szlovén állam, majd később (1929-ben) Jugoszlávia része lett. A település 1991-től a független Horvátországhoz tartozik. 1991-ben lakosságának 97%-a horvát nemzetiségű volt. A délszláv háború idején 1991 őszén a szerb erők több tüzérségi támadást intéztek a falu ellen. Lőtték a házakat, a templomot és a plébániát. Néhányan átúszva a hideg Száván behatoltak a faluba. Néhány házat kiraboltak és felgyújtottak és behatoltak a templomba is. 2011-ben 289 lakosa volt, akik mezőgazdasággal, állattartással foglalkoztak. 

## Lakossága
| Lakosság változása | Lakosság változása | Lakosság változása | Lakosság változása | Lakosság változása | Lakosság változása | Lakosság változása | Lakosság változása | Lakosság változása | Lakosság változása | Lakosság változása | Lakosság változása | Lakosság változása | Lakosság változása | Lakosság változása | Lakosság változása |
| ------------------ | ------------------ | ------------------ | ------------------ | ------------------ | ------------------ | ------------------ | ------------------ | ------------------ | ------------------ | ------------------ | ------------------ | ------------------ | ------------------ | ------------------ | ------------------ |
| 1857               | 1869               | 1880               | 1890               | 1900               | 1910               | 1921               | 1931               | 1948               | 1953               | 1961               | 1971               | 1981               | 1991               | 2001               | 2011               |
| 621                | 654                | 591                | 553                | 535                | 607                | 591                | 622                | 649                | 663                | 648                | 560                | 469                | 446                | 374                | 289                |

(1971-ig Savski Bok lakosságával együtt.)

## Nevezetességei
Szent Máté apostol tiszteletére szentelt római katolikus plébániatemploma 1860-ban épült. Elődje a már 1730-ban említett, Szent Máté és Mária Magdolna tiszteletére szentelt templom volt, mely még fagerendákból épült. A délszláv háború idején 1991 őszén a jugoszláv néphadsereg és a szerb felkelők súlyosan megrongálták. Betörtek a templomba és az egyik falba késsel feliratot véstek. Meggyújtották az oltárt is remélve, hogy az épület leég, de csak az oltár egy kis része égett meg mert a lángokat időben eloltották. Szeptember 19-ről 20-ra virradó éjszaka a Száva túloldaláról tankokkal lőtték szét a templom tornyát. A háború után a templomot újjáépítették.

## Sport
NK Sava Mačkovac labdarúgóklub.